# X-1 (航空機)
ベル X-1
ベルX-1ロケット飛行機（NASA写真）
- 分類：実験用航空機
- 製造者：ベル・エアクラフト
- 運用者： アメリカ合衆国アメリカ空軍、アメリカ航空諮問委員会
- 初飛行：1946年1月19日(滑空飛行)、1946年12月9日（動力飛行）
- 生産数：7機
- 退役：1958年12月
- 運用状況：引退

ベル X-1はアメリカの有人実験機で、世界で初めて水平飛行で音速を突破した有人航空機（ロケット機）である。

## 開発経緯と音速突破まで

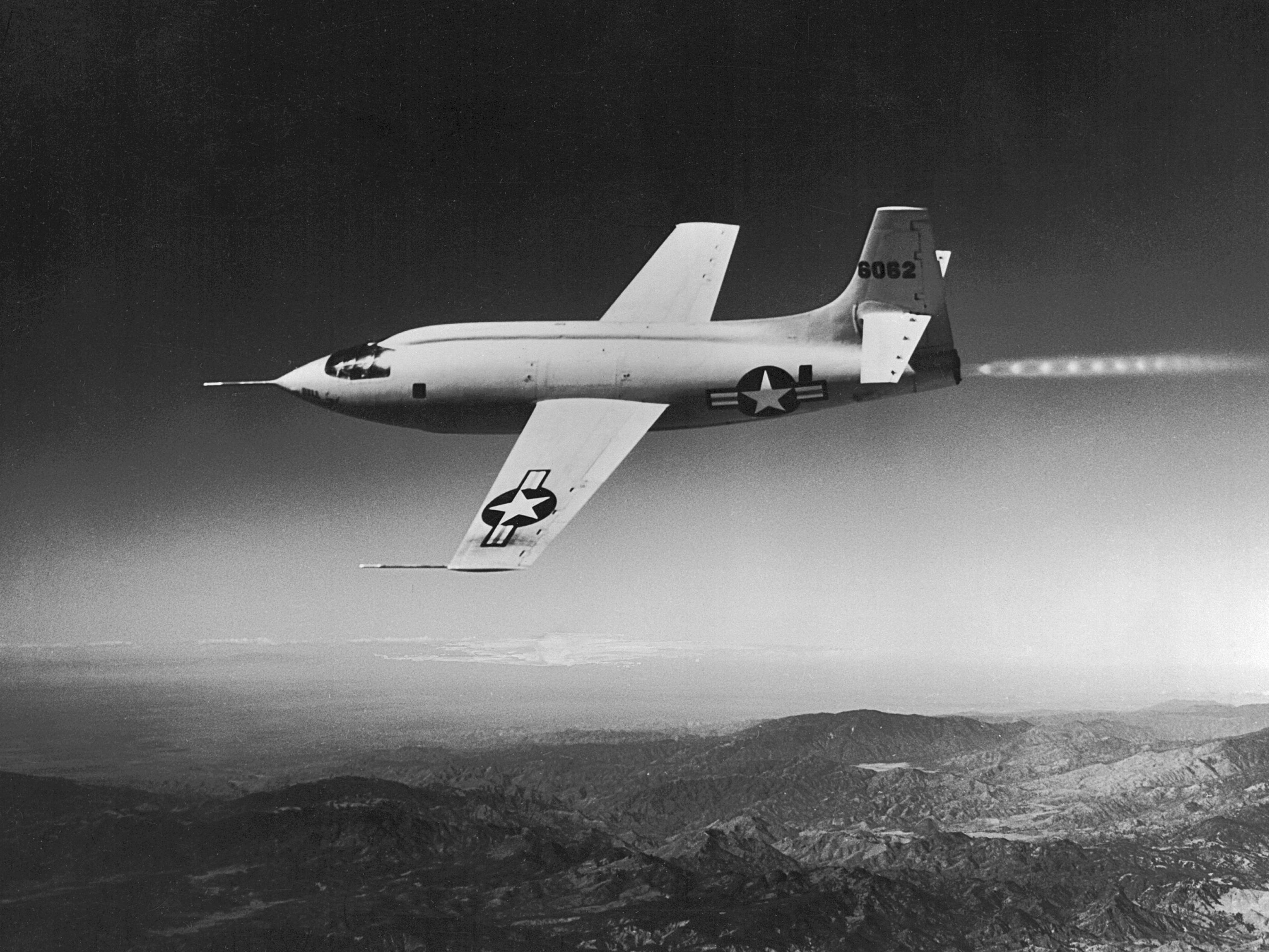
飛行中のX-1 46-062、ニックネームは「グラマラス グレニス」

第二次世界大戦の影響もあり、1930年代から1940年代にかけてレシプロエンジンは急激に進化し、それに伴い航空機の速度も右肩上がりに増加していった。しかし航空機の速度が700km/hを超えるあたりになるとプロペラの先端や翼上面の空気流が音速（マッハ 1）に近づき、衝撃波が発生して空気の性質が激しく変化するようになる。抗力が急増すると共に、機体が異常な振動（バフェッティング）を起こし、場合によっては操縦不能、空中分解ということもあった。これがいわゆる音の壁である。
レシプロエンジンの場合これがスピードの限界であり、音速飛行は夢の話であった。しかし1940年代になると、各国でジェットエンジンが開発されたことにより、音速飛行は現実味を帯びてきた。
アメリカのベル社は1942年にアメリカ初のジェット戦闘機XP-59を開発し、1943年にはNACA（NASAの前身）に対して強力なジェットエンジンさえあれば超音速機を製作することは可能と表明していた。しかし、超音速飛行が可能とは言われていたが第二次大戦の影響で肝心の研究予算がなかなか降りず、陸軍航空隊資材部から研究予算が降りたのは1944年1月になってからであった。これにあわせるようにNACAは高速飛行審議会を設立した。
1944年3月にはNACAと陸軍航空隊ライトフィールドの資材司令部技術部、海軍航空局の3者が今後の方針について検討をおこなった。その席で陸軍は今すぐにでもマッハ1を超える航空機の開発を要求。一方海軍はデータを取りながら慎重に開発を進める安全策を主張した。その結果、陸軍と海軍はそれぞれ別個に超音速機の開発をNACAと協力しておこなっていくこととなった。
陸軍は5月に超音速実験機計画を最優先に指定し、以下ダイブによる遷音速飛行、P-80による遷音速飛行という3段構えで計画を進めていくこととした。機体開発メーカーはノースアメリカン社とリパブリック社の2社が候補として挙がっていたが、この2社は超音速機の開発を行う余裕はなかった。こうした中、11月にベル社の主任設計技師ロバート・ウッズは、この計画の重要人物であったイーズラ・コッチャー少佐に直接機体の製作を申し出て契約を取り付けた。
その後高速飛行審議会と航空技術補給本部のコッチャー少佐とベル社は協議を重ね、1944年末には高速実験機計画 MX-524 の主な仕様を決定した。MX-524の当初の目標は、遷音速の研究で超音速飛行も視野に入れておくというもので、自力での離着陸を行えるなどの条件が含まれていた。しかしエンジンについて、ロケットエンジンに比べ非力だが燃焼時間の長いジェットエンジンにするか、ジェットエンジンに比べ強力だが燃焼時間の短いロケットエンジンにするかは決まっていなかった。胴体の形状は、当時存在した超音速飛翔体である12.7mm弾の形状をモデルとし、これに翼をつけたような形状となっていた。そのため風防も胴体と一体になっており、視界は決していいものではなかった。

### XS-1
XS-1
- 全長：9.42 m
- 全幅：8.53 m
- 全高：3.30 m
- 自重：3,171 kg
- 全備重量：5,550 kg
- エンジン：XLR11-RM-3×4
- 推力：2,722 kgf（合計値）
- 最高速度記録： マッハ1.45

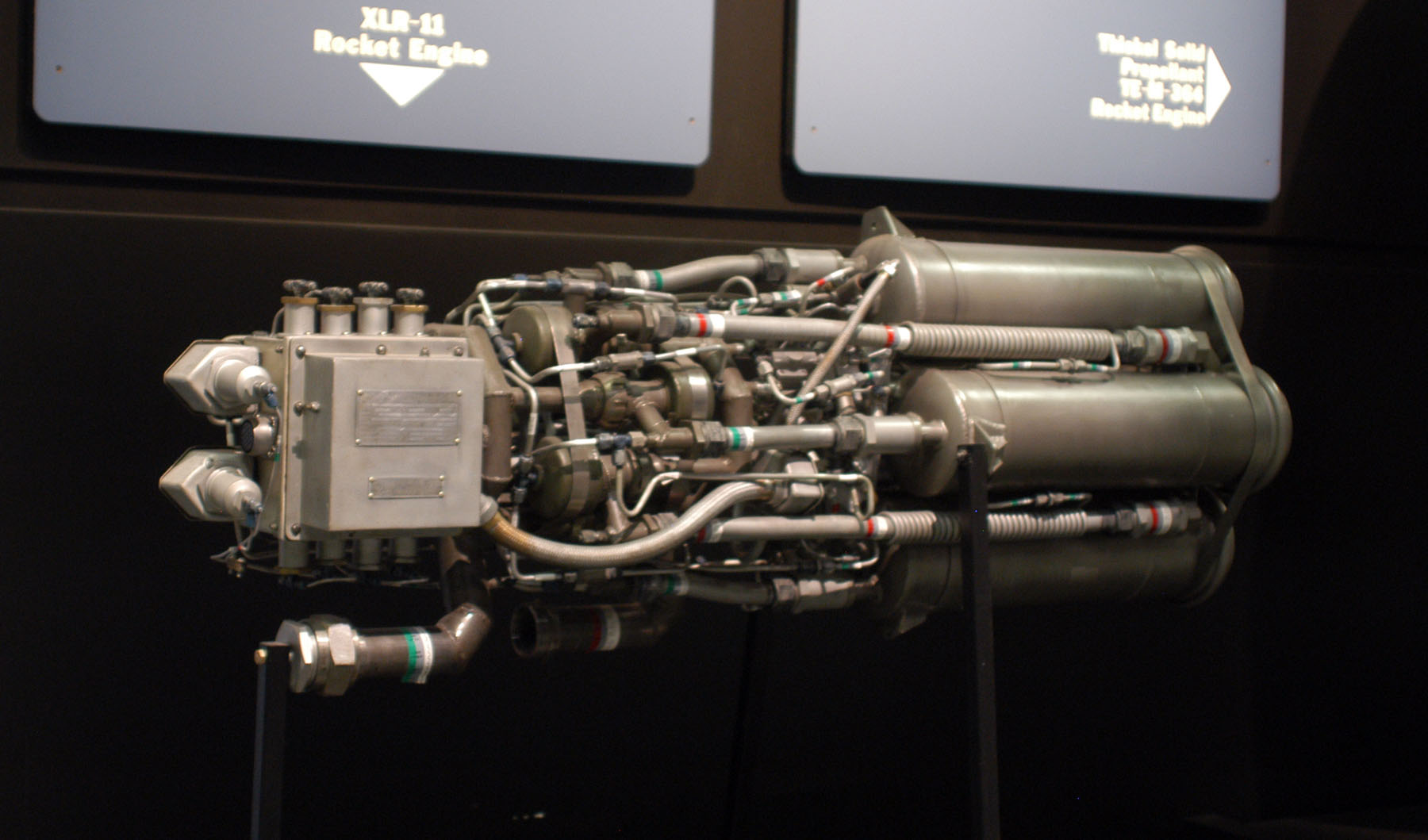
XLR11エンジン

その後 MX-524 は名称を MX-653 に変更し、1945年には XS-1 (eXperimental Supersonic-1) と名称が決定、3機の製造契約が正式にベル社と航空技術補給本部の間で結ばれた。それと同時にこの計画全体が機密扱いに指定された。
XS-1のエンジンは揉めに揉めた末ロケットエンジンに決定し、リアクション・モーターズ社が開発中だったXLR11を使用することとなった。このロケットエンジンの推進剤は従来使用されていた硝酸とアニリンに比べ安全性に優れる液体酸素とアルコールの組み合わせとなっていた。しかしこのエンジンは膨大な燃料を消費するため、自力での離陸を諦め、B-29で懸下して上空からの発進へと方針が転換された。
XS-1に搭載されたXLR11エンジンの正式名称はXLR11-RM-3で、1基あたりの推力は680 kgf。XS-1にはこれが4基装備された。エンジンは推力の調整ができずオンかオフの2通りしかないが、4基のエンジンのオンとオフを調節することによって4段階の調節は可能である。燃料搭載量は液体酸素が1,177リットル、アルコールが1,110リットルとなっており、それぞれ主脚の前方と後方のタンクに装備されていた。
機体強度は18Gまで耐えられるという過剰なまでの強度を持ち合わせていた。これは、音速に入ると機体がどのような挙動を起こすかまったく見当もつかなかったためである。なおXS-1には射出座席などの脱出装置は装備されていなかった。
XS-1の主翼平面形状は超音速飛行に適する後退翼ではなく直線翼であった。これはNACAが後退翼の利点を知らなかったためではなく、当時まだ実績のなかった後退翼の使用をためらったためである。アスペクト比（翼幅の2乗を主翼面積で割った値。細長さを示す）は6.03とされた。翼厚については結論が出ず、1号機と2号機で別のタイプの主翼をつけることに決定した。主翼は強度を持たせるために1枚板からの削りだしで作られた。
降着装置は当初ソリなども検討されたが、結局普通の車輪に落ち着いた。しかし機内スペースの問題から降着脚は非常に短い。また、大きな降下速度ともあいまって降着装置が故障する事故も少なからず発生している。

## 運用履歴

### 飛行開始

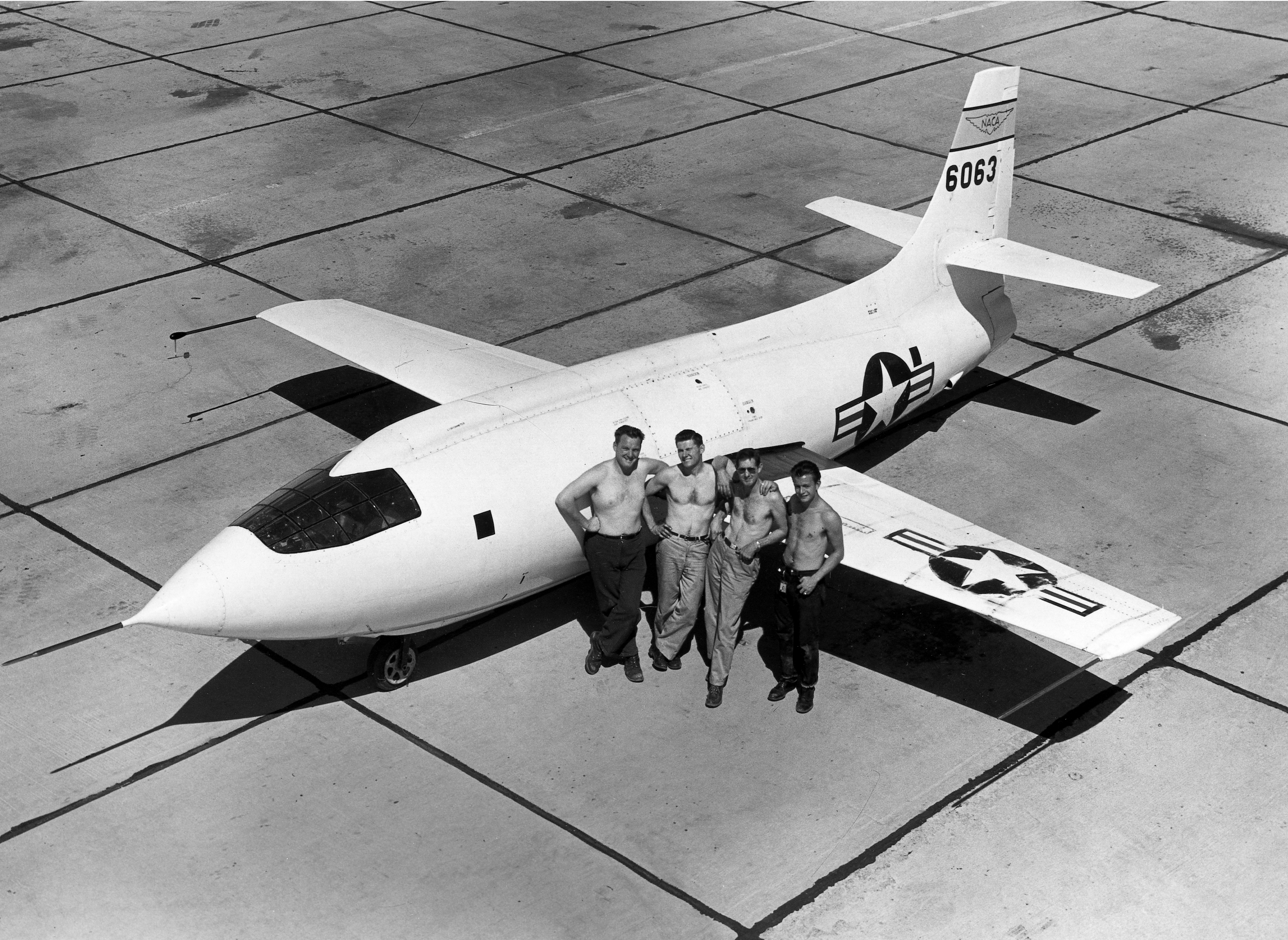
X-1の2号機と記念撮影するスタッフ

1946年1月19日に、XS-1を操縦した最初のベル・エアクラフトのチーフテストパイロットであるジャック・ウーラムズは、フロリダのパインキャッスル陸軍飛行場上空を滑空飛行した。ウーラムズはパインキャッスル上空をさらに9回滑空飛行し、B-29は29,000フィート (8,800 m)で航空機を落下させ、12分後に毎時約 110マイル毎時 (180 km/h)に達し、XS-1は着陸した。
1946年1月25日にXS-1はエンジンと燃料タンクの代わりのおもりを積んでの初の滑空試験を行い、操縦性や失速特性のテスト後、パインキャッスル飛行場に着陸した。旧日本軍の技術士官三木忠直は、自らが開発を担当した特攻兵器桜花の運用法に酷似していることに驚いている。その後10回の滑空試験が行われたが、4回目の試験時に左主脚が引っ込み左翼を破損、修理した後の5回目の試験でも前脚が故障し機首を破損するという2度の事故に見舞われた。滑空試験が終わった後1号機はニューヨークの工場に戻り、エンジンなどの装備が行われた。
動力飛行の試験は、カリフォルニア州ミューロック乾湖のミューロック陸軍飛行場（現エドワーズ空軍基地）において、XS-1の2号機で行われる事となった。XLR11の点火は1946年の12月9日の通算15回目（2号機で5回目）の飛行で初めて実施され、2基のエンジンでマッハ0.75（のちにマッハ0.795と判明）まで加速し、1947年1月17日には4基のエンジンすべてに点火してマッハ0.828を記録した。同年4月11日には翼厚比の小さい主翼を装備した1号機の動力飛行がおこなわれた。
ベル社は当初からマッハ0.8まで安全に操縦できる航空機の開発を求められていたが、これで要求は満たされ、安全性も証明されたため、XS-1は通算37回目の試験をもってベル社からNACAと航空資材本部（旧航空技術補給本部）へ正式に譲渡された。
XS-1はNACAと航空資材本部に渡った後に、実験の進め方について協議が行われた。NACAはデータを積み重ねながら音速に近づくべきとし、航空資材本部は一気に音速突破してしまおうと主張した結果、航空資材本部がXS-1の1号機を使用して、NACAがXS-1の2号機を使用してそれぞれ別々に試験を行っていくことになった。

### チャック・イェーガー
航空資材本部はテストパイロットの中から志願者を募り、その中からチャック・イェーガー大尉を抜擢、その他に技術面の補佐としてジャック・リドレイ大尉、予備のパイロットしてロバート・フーバー中尉を選定した。一方 NACA のパイロットはハーバート・フーバーとハワード・リリーの 2 名に決定した。また NACA で使用される 2 号機は耐火装備の改修が施され新型の燃料投棄装置などが装備された。
航空資材本部は8月6日から滑空テストを開始し、8月29日にはイェーガーによる初の動力飛行でマッハ 0.85 を記録した。2 回目の動力飛行試験は送信装置の故障から地上へのデータ送信ができなかったが、後に機内の計器ではマッハ 0.9 を超えていたことが判明した。XS-1 の試験は NACA と航空資材本部が別々に行っているのに対し、母機仕様に改造された B-29 は 1 機しかなかった。そのため NACA の試験は9月25日まで実施できず、テストパイロットは XS-1 での飛行経験がなかったため、結局 NACA の飛行試験もイェーガーが行った。10月に入って航空資材本部は本格的に音の壁に挑戦していくこととなる。10月10日には過去最高のマッハ 0.997 を記録。次回の飛行で音速を超えることを決定する。
1947年10月14日、通算 50 回目の飛行でイェーガーが搭乗する XS-1 は高度 6,100 m で母機から切り離され、2 基のエンジンに点火して緩上昇に移行。続いて残りの 2 基にも点火し、高度 10,670 m をマッハ 0.92 で通過した。高度 12,800 m に到達する前にエンジン 2 基をオフにして水平飛行に移り、その後再びエンジンを 1 基オンにして計 3 基で水平飛行を行った。その結果マッハ 1.06 を記録、人類初の有人超音速飛行となった。音速突破時には予想されていた衝撃波による振動もほとんど無く、意外なほどにあっさりと音速を超えてしまったという。この時イェーガーが機につけた愛称は「グラマラス グレニス (Glamorous Glennis)」（グレニスは彼の妻の名前）。
イェーガーは音速突破をおこなう 2 日前の 12 日の夜間に乗馬していたところ、落馬し肋骨を骨折していた。イェーガーは当日、痛む患部を隠しながら XS-1 に搭乗しようとしたが、XS-1 の搭乗口を閉めるには前かがみになる必要があり、骨折している身には困難なことであった。しかし、そのことが周りに知れればテストパイロットから降ろされることは明らかであったため、イェーガーはリドレイ大尉にのみ事実を伝え、どうすればいいか相談をした。リドレイはモップの柄によって搭乗口を閉めることを提案し、無事イェーガーは XS-1 の搭乗口を閉めることができた。このエピソードは映画『ライトスタッフ』にも描かれている。
その後イェーガーは11月6日にはマッハ 1.36、1948年3月26日にはマッハ 1.45 の XS-1 での最高速度を記録した。NACA が使用していた 2 号機も1948年3月10日に音速を突破した。しかしながら、音速突破の事実はしばらくの間公表されず、一般に知れ渡るのは1947年12月にニューヨーク・タイムズなどがトクダネとして発表した時であった。しかしこの後も空軍（1947年9月18日に陸軍から独立）はノーコメントとし、実際に事実が公表されたのは1948年6月15日になってからであった。
XS-1 は1948年にX-1に名称を変更された。

## 音速突破後のX-1

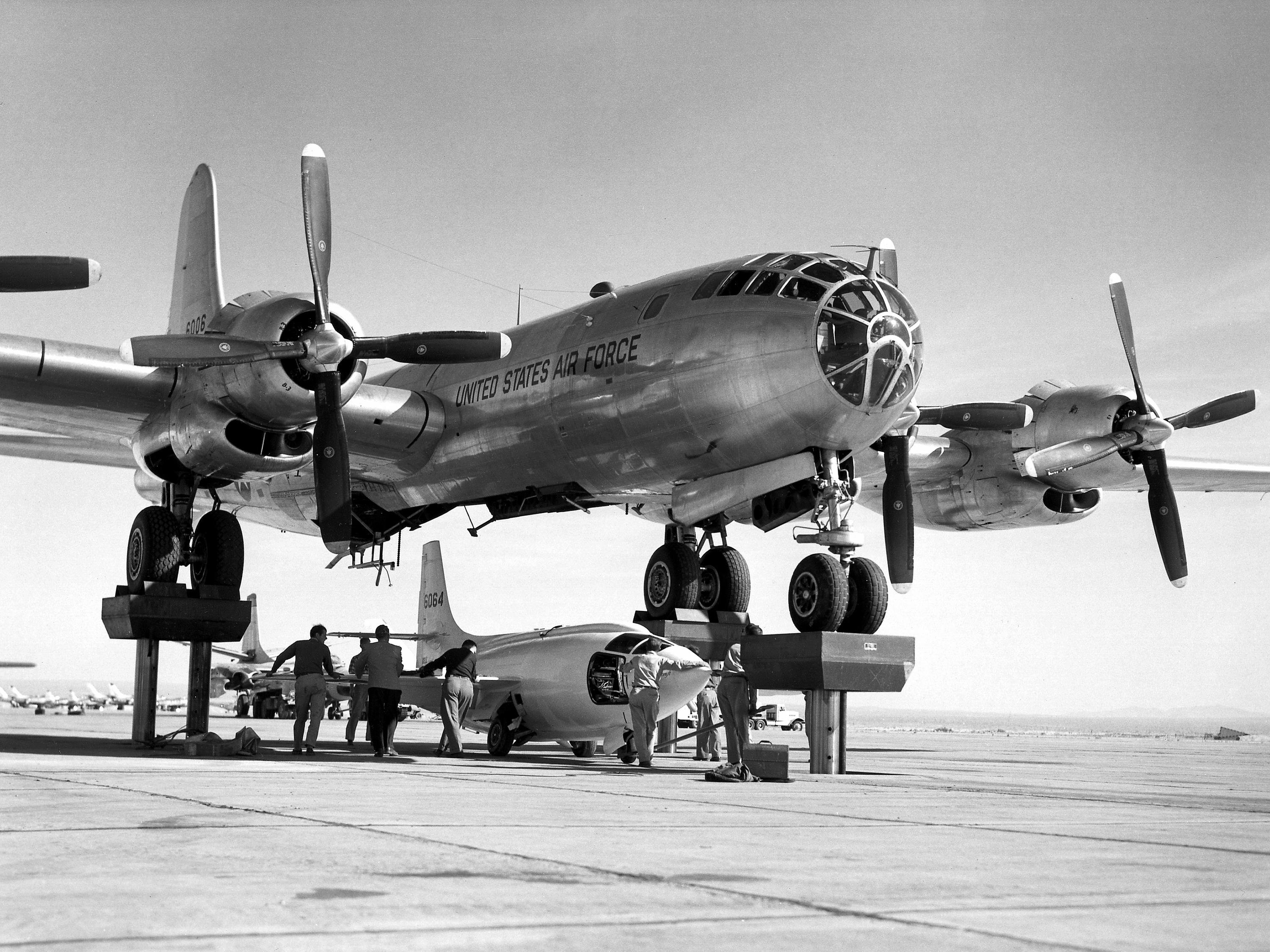
X-1とB-50

音速を突破すると、基本目標は音速飛行から最高高度27,430 m、マッハ2へと切り替えられ、それにあわせ1948年4月に空軍が新型のX-1を発注した。新たに発注されたX-1は基本構造は同じものの目的により名称が異なり、X-1A・X-1B・X-1C・X-1Dの4種類が開発された。X-1AとX-1Bは空力特性テスト、X-1Cは超音速域における武装テスト、X-1Dは空気加熱テストに使用されることになっていた。これらの機は胴体を延長されており、燃料搭載量が液体酸素1,893リットル、アルコール2,158リットルへと増量されていた。一方NASAではX-1の2号機を改修し、超薄翼のテストに使用されるX-1Eも開発された。発進母機はB-29からB-50へと変更された。

### X-1A
X-1A
- 全長：10.87 m
- 全幅：8.53 m
- 全高：3.25 m
- 自重：3,117 kg
- 全備重量：7,469 kg
- エンジン：XLR11-RM-5×4
- 推力：2,722 kgf（合計値）
- 最高速度記録：マッハ 2.44

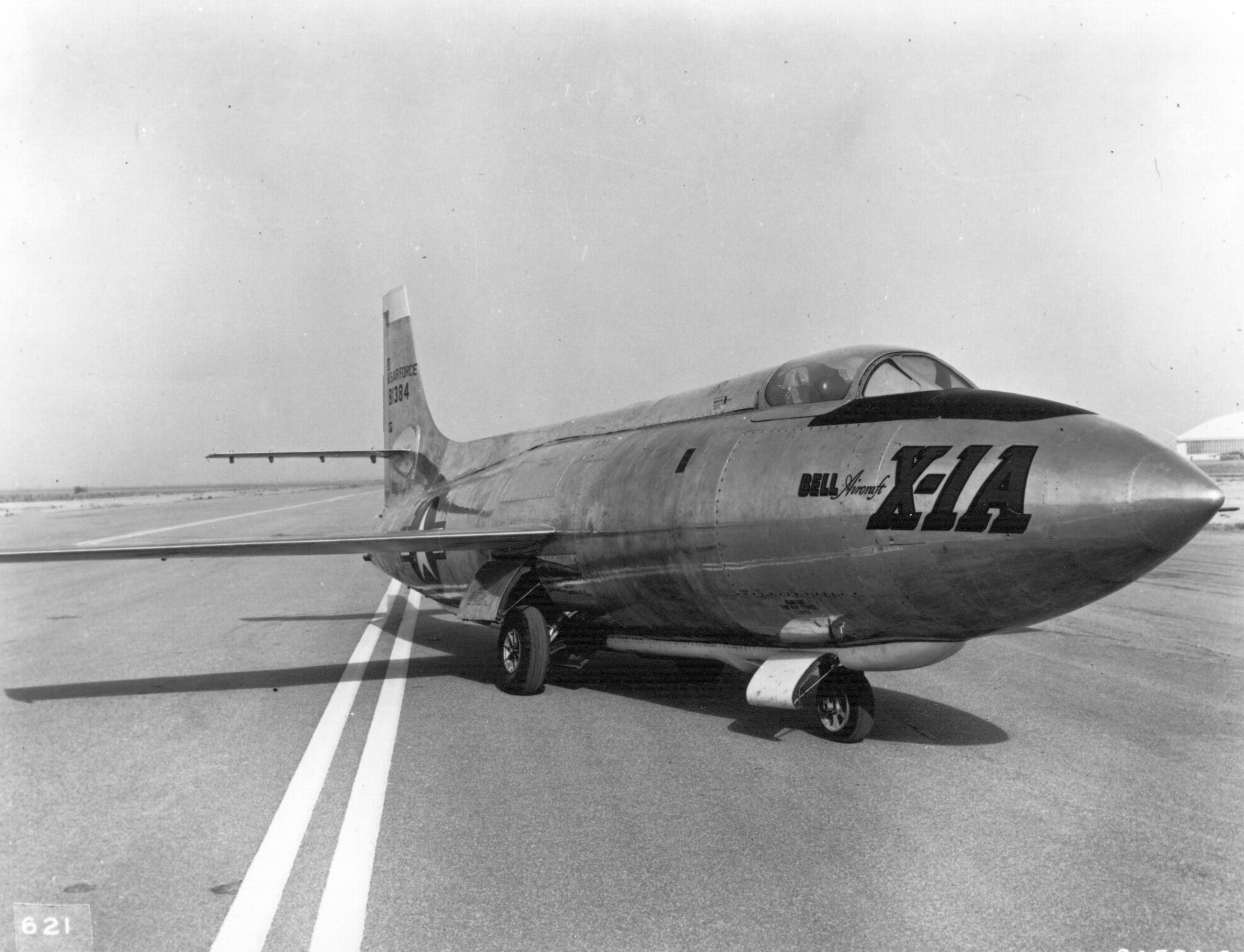
X-1A

X-1Aは新型X-1シリーズ最速の機体である。1953年2月14日に滑空試験を実施、2月21日には動力飛行を実施した。
X-1Aはマッハ2を目指すことができる唯一の空軍機として期待され、その期待通り12月2日にはマッハ1.5、8日にはマッハ1.2を記録。同月12日にはマッハ2.44を記録し、海軍のD-558-2が記録したマッハ2.005の記録を塗り替えた。このX-1シリーズでの最高速記録を出したのもチャック・イェーガーである。なおX-1Aがマッハ2.44を記録した直後機体はロール・カップリング現象により左に傾き、そのまま錐もみ状態で落下を始め、あわや墜落かという状態になったが、高度8,800 mあたりで機体を立て直すことに成功し、墜落は免れた。
マッハ2を突破すると今度は速度記録ではなく高度記録に挑戦し、1954年8月に27,566 mを記録、海軍が持つ25,370 mの記録を抜き世界記録を樹立した（ただし非公式）。
その後X-1AはNACAに移管され射出座席などを装備する改造を受けたが、1955年8月の飛行で切り離し直後に液体酸素が爆発したため機体は投棄された。

### X-1B
X-1B
- 寸法と重量: X-1A に同じ
- エンジン：XLR11-RM-9×4
- 推力：2,722 kgf（合計値）
- 最高速度記録：マッハ 1.94

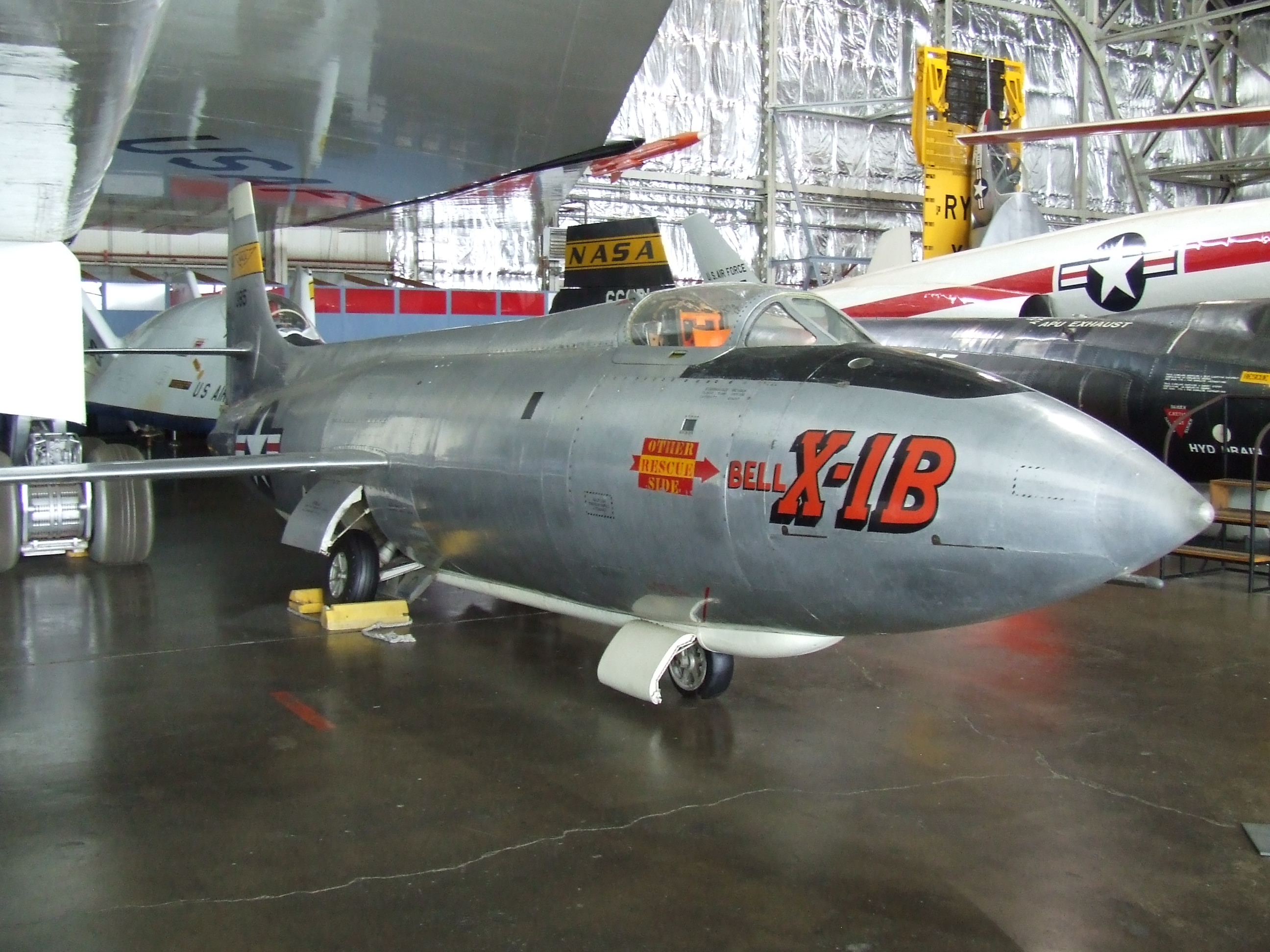
X-1B

X-1Bは新型X-1シリーズの新規製造組の中で最も完成が遅く、1954年9月に初の滑空試験を、10月に初の動力飛行を実施した。空軍の超音速テストパイロットの訓練用として使用される予定であったが、1954年12月にNACAへ移管され、空力加熱などの実験に使用されることとなった。
X-1Bはニール・アームストロングが搭乗した1958年1月の飛行の後、検査の結果液体酸素タンクに亀裂が見つかったため退役となり、現在では国立アメリカ空軍博物館に展示されている。

### X-1C
X-1Cは超音速飛行時における武器発射テストを目的に開発が行われた。しかし発注後間もなく、モックアップの段階においてXP-86戦闘機が緩降下で音速を突破し、試験目的が失われたためにキャンセルされた。計画では、機首などに固定武装をいくつか装備し、主翼と胴体下に安定フィンを追加した形状となっていた。

### X-1D
X-1D
- X-1A に同じ
- 最高速度記録：記録なし

X-1Dは新型X-1シリーズの中で最も早く登場した機体で、機体番号は#48-1386。燃料系統などに改良が加えられていた。投下母機はB-50となっている。1951年7月24日にロジャース乾湖で、初の滑空試験を実施した。しかしこの試験の着陸時に前脚を破損、その後修理され同年8月に初のロケット動力飛行をおこなったが今度は切り離し前に高圧窒素タンクの圧力が低下していることが判明。テストは中断され、燃料の投棄がはじめられたところで液体酸素が爆発したため破棄された。

### X-1E
- 全長：9.45 m
- 全幅：6.96 m
- 全高：3.30 m
- 自重：3,103 kg
- 全備重量：6,682 kg
- エンジン：LR8-RM-5×4
- 推力：2,722 kgf（合計値）
- 最高速度記録：マッハ 2.24

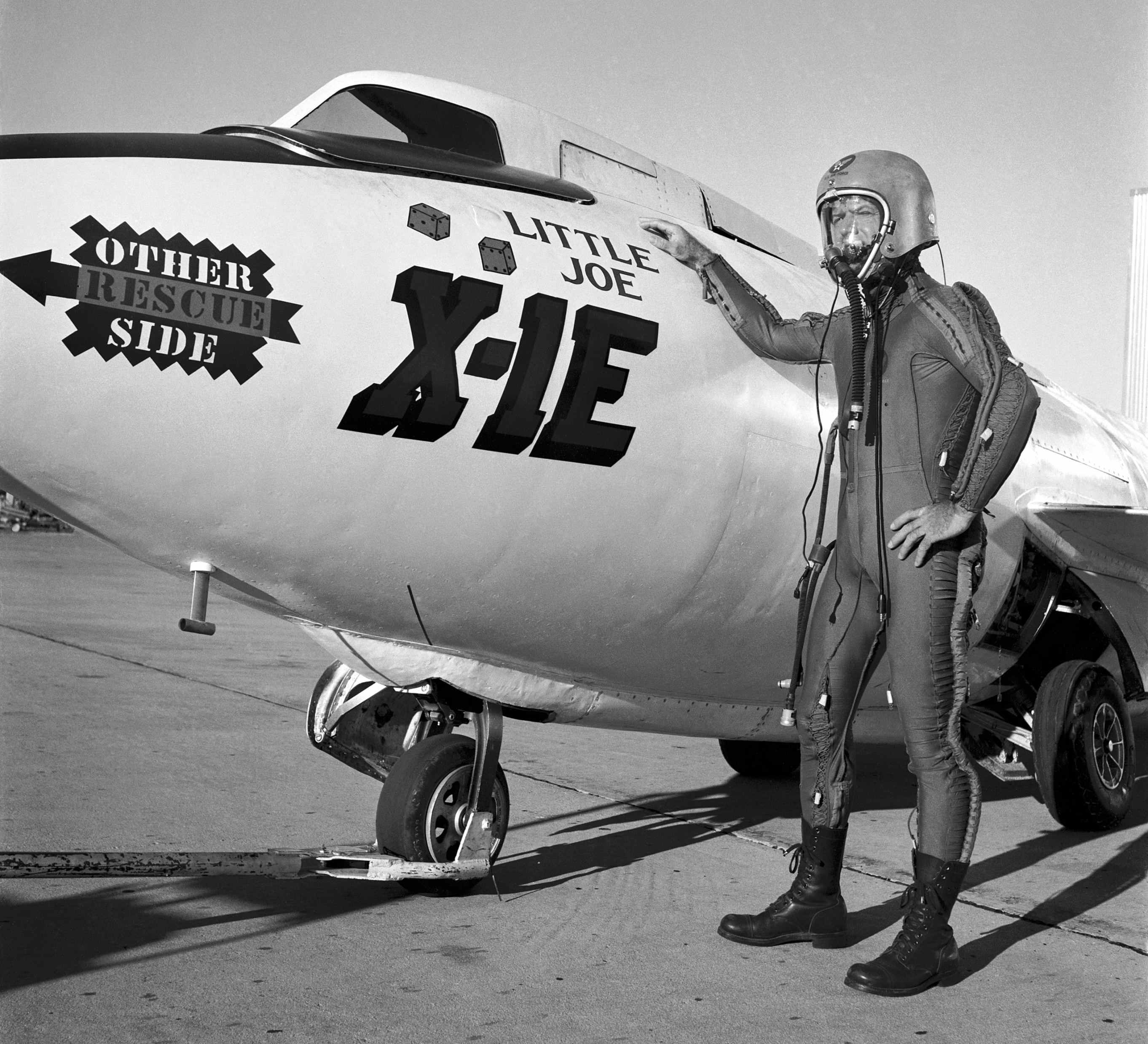
ジョセフ・ウォーカーとX-1E

X-1Eは他の新型X-1シリーズと異なり、XS-1の2号機から改修された機体である。1951年末から改修が開始され1955年11月末に完成した。主翼を翼厚比4%の超薄翼に形状変更し、コクピットからの前方視界の改善、射出座席の装備などがなされた。エンジンはXLR11の改良型であるLR8-RM-5に替えられ、X-1AとX-1Dの爆発事故の経験から安全性は徹底的に見直された。
初の滑空試験は1955年12月12日に行われ、その3日後の15日に初の動力飛行が行われた。
X-1Eは当初マッハ2.5を目標としていたが後にマッハ3に目標変更され、安定性を増すためのフィンを装備するなど各種改良が行われ、燃料も新燃料にしてテストが行われたが、テストの結果燃料タンクに亀裂が発見されたためマッハ3で飛行することなく退役となってしまった。
現在ではエドワーズ空軍基地にあるNASAのドライデン飛行研究センターに展示されている。

## 展示されている現存機
X-1-1、AFSer. No. 46-062は、現在、ワシントンD.C.のスミソニアン航空宇宙博物館のマイルストーンオブフライトギャラリーに、「スピリットオブセントルイス号」と「スペースシップワン」とともに展示されている。航空機はB-29の下でワシントンD.C.に飛行し、1950年に当時のアメリカ国立航空博物館に展示されていた。
X-1B、AFSer. No. 48-1385は、オハイオ州ライト・パターソン空軍基地にある国立アメリカ空軍博物館の研究開発格納庫に展示されている。
X-1E、AFSer. No. 46-063は、カリフォルニア州エドワーズ空軍基地にあるNASAアームストロング飛行研究センターの本部ビルの前に展示されている。これは通常、フロリダ州ケープケネディを舞台にしたテレビシリーズ「かわいい魔女ジニー」のエピソードでも見られる。
このほかにもX-1のロケットエンジンの実物が大阪・弁天町の交通科学博物館に展示されていた。同館の閉館後は静岡理工科大学の静岡航空資料館に展示されている。

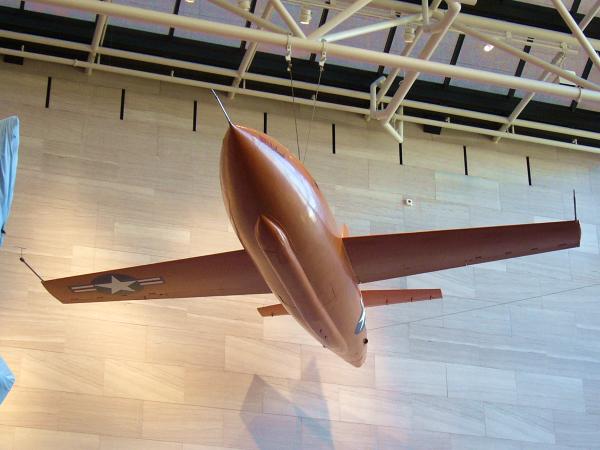
スミソニアン航空宇宙博物館に展示されているベルX-1
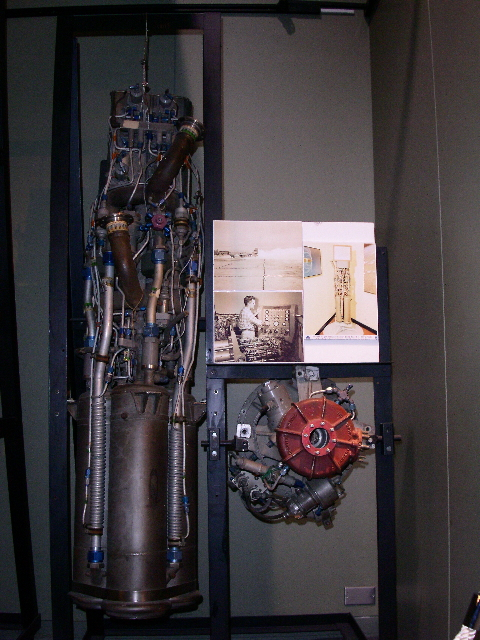
交通科学博物館に展示されているベルX-1のエンジン

## 仕様（ベルX-1#1および#2）

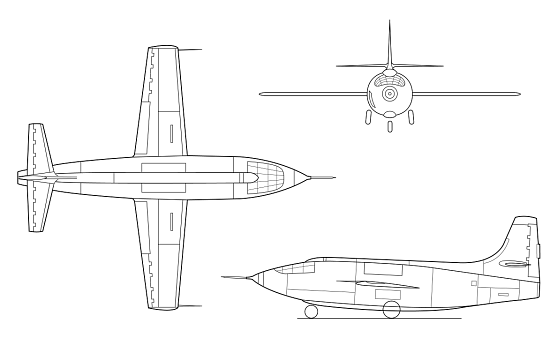
ベルX-1の正投影図

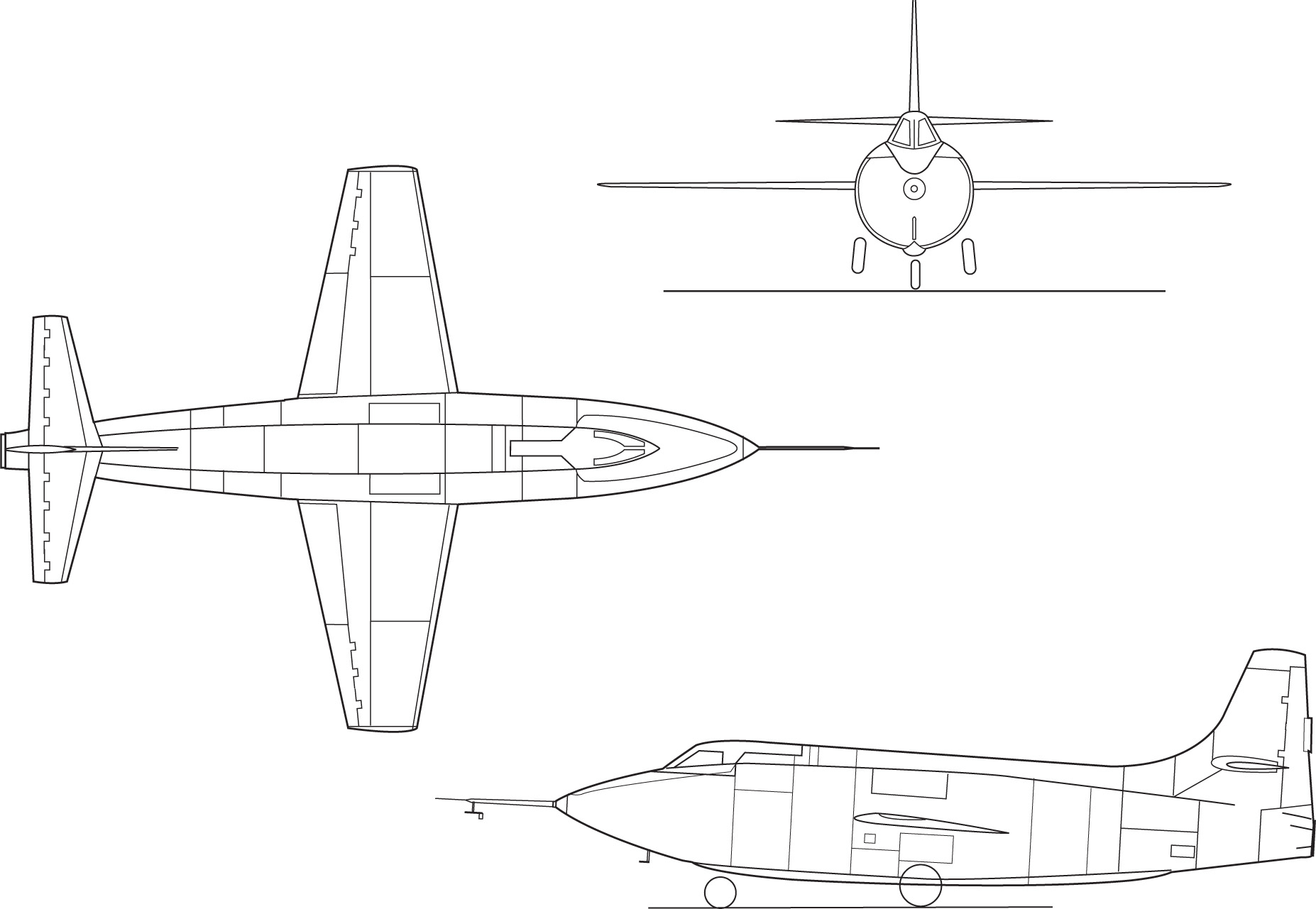
ベルX-1E

Data from Bell Aircraft since 1935
The X-Planes: X-1 to X-45

### 諸元
- 乗員 : 1名
- 全長 : 30ft 11in (9.42m)
  - X-1A, X-1B, X-1D：35ft 8in (10.87m)
  - X-1C：35.0ft (10.67m)
- 全幅：28ft 0in (8.53m)
  - X-1E：22ft 10in (6.96m)
- 全高：10ft 10in (3.30m)
- 翼面積：130sq ft (12㎡) </r>
  - X-1E 115 sq ft (10.7 m2)
- 翼型：#1 NACA 65-110 (10% thickness)
  - #2, X-1A, X-1B, X-1D NACA 65-108 (8% thickness)
  - X-1E NACA 64A004
- 空虚重量：7,000lb (3,175kg)
  - X-1A, X-1B, X-1C, X-1D：6,880lb (3,120kg)
  - X-1E：6,850lb (3,110kg)
- 全備重量：12,250lb (5,557kg)
  - X-1A, X-1B, X-1C, X-1D：16,487lb (7,478kg)
  - X-1E：14,750lb (6,690kg)
- 動力：XLR11-RM-3 4室液体燃料ロケットエンジン　 推力6,000lbf (27kN)×1
  - X-1E：RMI LR-8-RM-5 推力6,000lbf(27kN)×1

### 性能
- 最高速度：1,612mph (2,594km/h, 1,401kn)
  - X-1E：1,450mph (1,260kn; 2,330km/h)
- 最大速度：マッハ 2.44
  - X-1E：マッハ 2.44
- 飛行可能時間：5分
  - X-1A, X-1B, X-1C, X-1D：4分40秒
  - X-1E：4分45秒
- 上昇限度：70,000ft (21,000m)
  - X-1A, X-1B, X-1C, X-1D：90,000ft (27,000m)
  - X-1E：75,000ft (23,000m)

## 関連資料
- ザ・ライト・スタッフ―七人の宇宙飛行士 トム・ウルフ 著 中野圭二,加藤弘和 翻訳 中央公論社 1983年 ISBN 978-4122010710